# La Verpillière
La Verpillière ist eine französische Gemeinde mit 7.643 Einwohnern (Stand: 1. Januar 2022) im Département Isère in der Region Auvergne-Rhône-Alpes; sie gehört administrativ zum Arrondissement La Tour-du-Pin und ist der Hauptort (chef-lieu) des Kantons La Verpillière. Die Einwohner werden Vulpillien(ne)s genannt.

## Geografie
La Verpillière befindet sich etwa 24 Kilometer ostsüdöstlich von Lyon. Durch die Gemeinde fließt die Bourbre, in die hier die Zuflüsse Aillat und Bivet münden. 
La Verpillière wird begrenzt im Norden und im Osten durch die Gemeinde Frontonas, im Osten und im Süden durch Villefontaine sowie im Süden und Westen durch Saint-Quentin-Fallavier.

## Bevölkerungsentwicklung
| Jahr                       | 1962 | 1968 | 1975 | 1982 | 1990 | 1999 | 2006 | 2017 |
| -------------------------- | ---- | ---- | ---- | ---- | ---- | ---- | ---- | ---- |
| Einwohner                  | 1795 | 2424 | 3285 | 5400 | 5595 | 5691 | 5982 | 7226 |
| Quellen: Cassini und INSEE |      |      |      |      |      |      |      |      |

## Partnergemeinde
- Verolengo, Provinz Turin (Piemont), Italien.

## Verkehr
Durch die Gemeinde führt die Autoroute A 43 und die frühere Route nationale 6.

## Sehenswürdigkeiten
- Kirche Saint-Denys
- Rathaus